# Nere på Söder
Nere på Söder är ett studioalbum från 1987 av det countryinspirerade dansbandet Lasse Stefanz. Albumet placerade sig som bäst på 16:e plats på den svenska albumlistan.

## Spår
1. Nere på söder
2. Den lilla krogen därnere vid hamnen (In't kleine cafe aan de Haven)
3. När som klockan klingar (With Bells on)
4. Frågor
5. Kom å se (Kom og kig)
6. Någon (Mandy)
7. Vårt strandpartaj
8. Världens lyckligaste par (duett med Lotta Engberg)
9. Varje dag och natt (Every Night and Day)
10. Orgeln på vinden
11. Nu är sommaren tillbaka (Die erinnerung ist alles was mir)
12. Gammal kärlek rostar aldrig
13. Visa i citruslunden

## Medverkande musiker
- Radiosymfonikerna – stråkar

## Listplaceringar
| Lista (1987) | Position |
| ------------ | -------- |
| Sverige      | 16       |

### Fotnoter
1. ↑  ”Danswebb”. Arkiverad från originalet den 25 maj 2012. http://archive.is/2012.05.25-184355/http://www.dans-web.nu/skivor/index.php?pid=view&ref_cd=240. Läst 9 juni 2011.
2. ↑  ”Swedishcharts - Nere på söder på den svenska albumlistan”. http://swedishcharts.com/showitem.asp?key=46045&cat=a.